# Землетрясение на Соломоновых островах (2013)
Землетрясение на Соломоновых островах — мощное землетрясение с магнитудой 8.0, которое произошло 6 февраля 2013 года в 12 часов 12 минут по местному времени в южной части Тихого океана. Центр землетрясения находился примерно в 5 километрах от побережья островов Санта-Крус в составе Соломоновых островов, на глубине 28,7 км. В результате землетрясения погибли 13 человек..

## Цунами
Тихоокеанский центр предупреждения о цунами объявил об угрозе большой волны на Соломоновых островах, в Папуа — Новой Гвинее, Фиджи и на нескольких островах в том же регионе. Агентство также выпустило сообщение, что цунами может угрожать побережьям Австралии, Новой Зеландии и восточным берегам Индонезии. Землетрясение вызвало волну цунами высотой 1 м на острове Лата в Соломоновых островах, проникшую вглубь острова на 500 м.

## Эвакуация и разрушения
Жители Хониары, столицы Соломоновых островов, покинули побережье в поисках спасения, что вызвало массовые заторы. Местное агентство новостей сообщило, что четыре деревни были разрушены